# Scolitantides
Scolitantides is een geslacht van vlinders uit de familie Lycaenidae (kleine pages, vuurvlinders en blauwtjes).
Dit geslacht is monotypisch, dat wil zeggen dat het maar één soort heeft namelijk het vetkruidblauwtje (Scolitantides orion Pallas, 1771)